# Caprona
Caprona è una frazione del comune italiano di Vicopisano, nella provincia di Pisa, in Toscana.

## Storia
La località è ricordata a partire dal 1024.

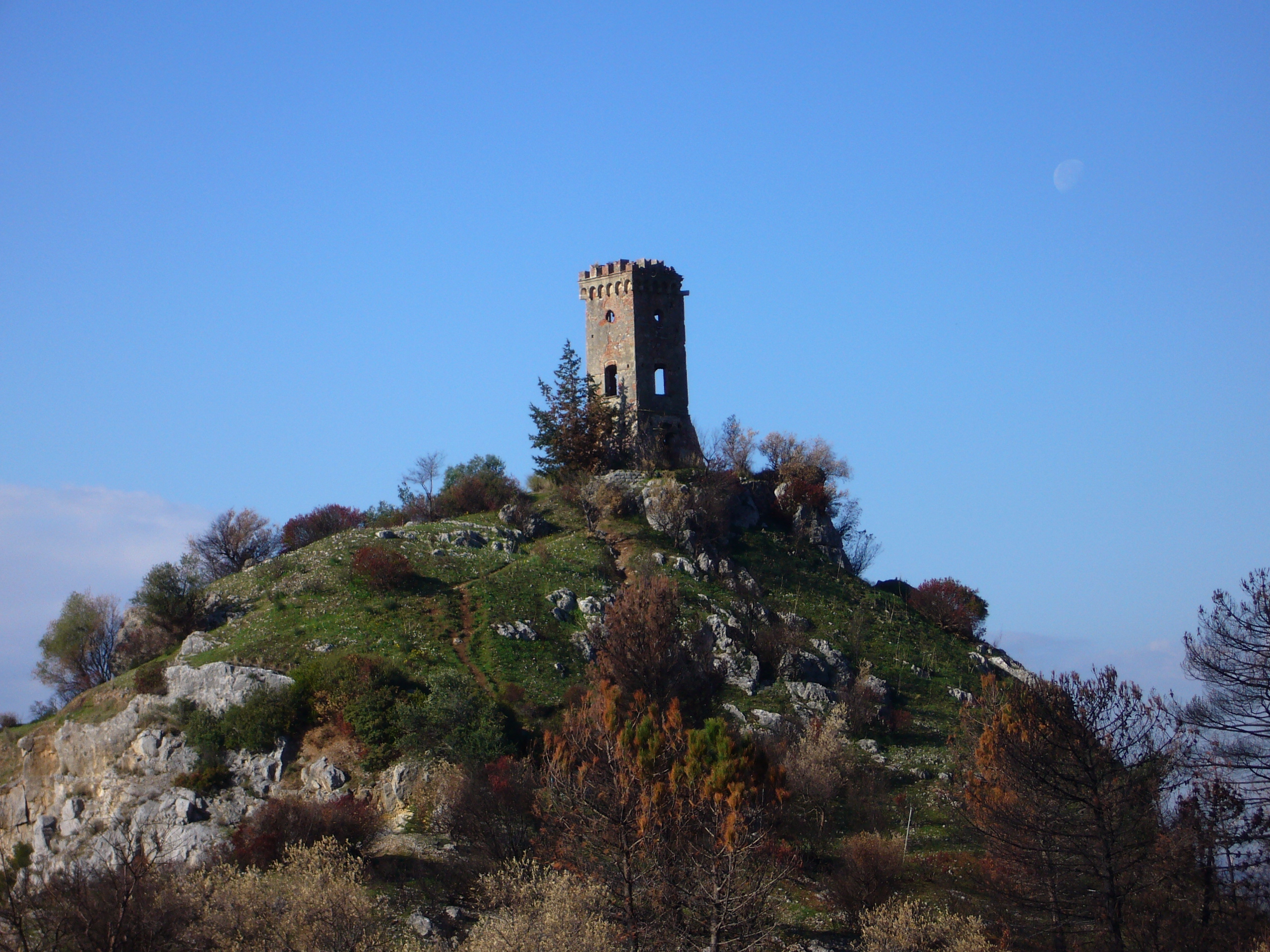
La torre degli Upezzinghi

Il castello di Caprona subì una sortita ad opera dei soldati fiorentini il 16 agosto del 1289, azione a cui partecipò anche il giovane Dante Alighieri, arruolato con altri quattrocento cavalieri nelle schiere di Nino Visconti. Il sommo poeta citerà la cittadina nel canto XXI dell'Inferno, vv. 94-96.
ch'uscivan patteggiati di Caprona,

veggendo se' tra nemici cotanti.»
Il suddetto castello era collocato ai piedi dello sperone roccioso su cui sorgeva la torre di avvistamento, che permetteva la comunicazione con le strutture fortificate circostanti, cioè la Rocca della Verruca e le torri di Uliveto, per il controllo della stretta zona di terra posta fra il fiume Arno e la propaggine meridionale del Monte Pisano.

## Monumenti e luoghi d'interesse
Sullo sperone roccioso a monte del paese spicca la "torre degli Upezzinghi", copia ottocentesca della torre dell'antico castello esistente alla metà dell'XI secolo, citato da Dante (Inferno, XXI, 94-96) e smantellato da Firenze nel 1433. La torre chiamata comunemente "Torretta" si trova sulla sommità di uno sperone roccioso, in una posizione altamente suggestiva che domina le pendici del monte Pisano. Oggi è in completo stato di abbandono e necessiterebbe di un'opera di messa in sicurezza.

All'incrocio fra via del ponte e via Dante Alighieri si trova una lapide storica che recita:
XXI AGOSTO MDCCCXCII
TRENTACINQUE ANNI ADDIETRO FRANCESCO LUPERI CENTONI PROPUGNAVA E LEGALMENTE OTTENEVA CHE LE ACQUE PLUVIALI DI QUESTO ANTICO BORGO SOTTO L'ALVEO DEL TORRENTE ZAMBRA PASSANDO NEL SOTTOSTANTE FOSSO - VICINAJA - DEFLUISSERO MA DIFETTO DI LEGGI O EGOISMO DI POTENTI I NECESSARI LAVORI LUNGAMENTE IMPEDIRONO. PROGREDITI I TEMPI LE LEGGI E LE OPINIONI AJUTANDO PER LE ASSIDUE CURE DEL COMPAESANO ETTORE SIGHIERI AI PUBBLICI LAVORI MUNICIPALI PREPOSTO L'OPERA TANTO AGOGNATA NEL LUGLIO 1892 FINALMENTE COMPIEVASI. 

LA POPOLAZIONE CAPRONESE RICONOSCENTE QUESTO MARMO PONEVA

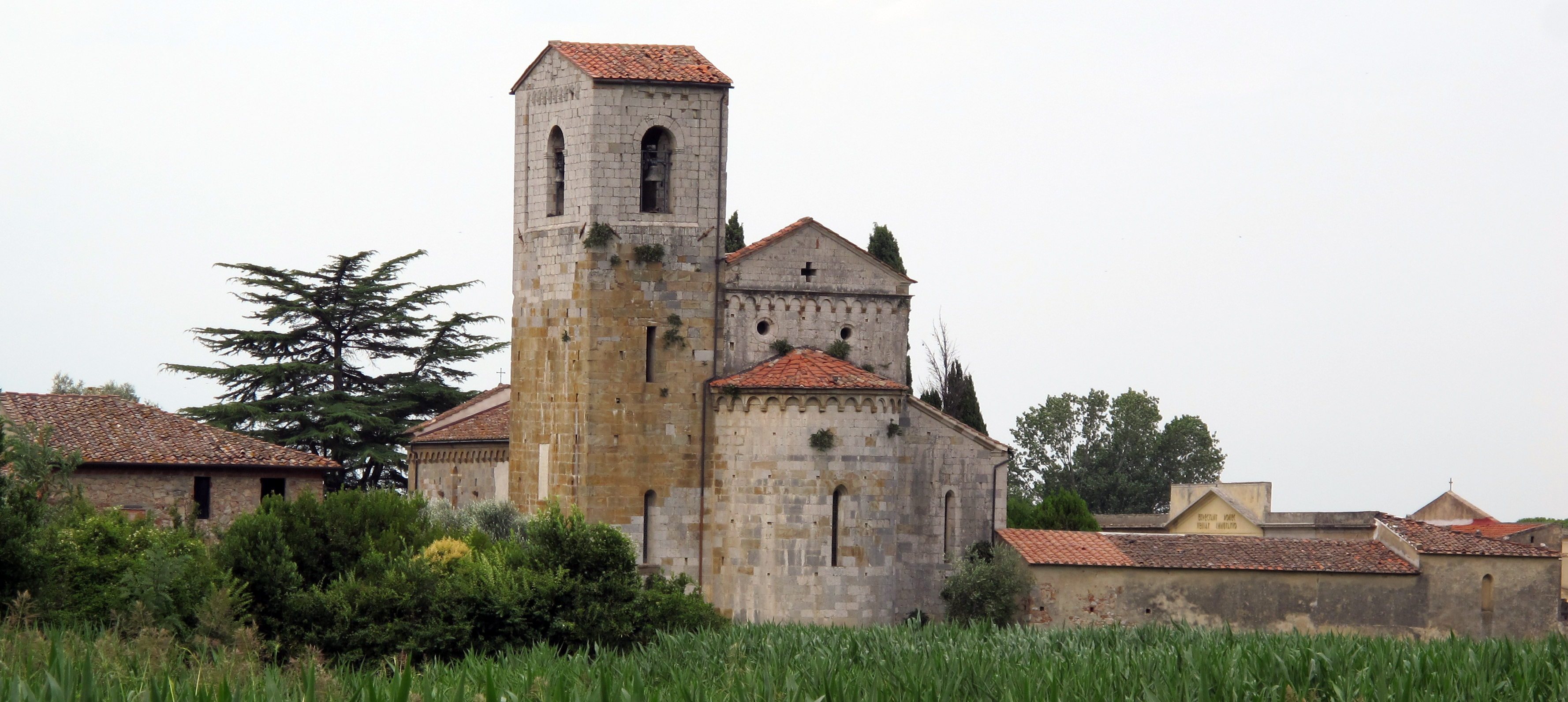
La pieve di Santa Giulia

Vi si trova inoltre la pieve di Santa Giulia, menzionata per la prima volta nel 1096. Tra la fine del XII e gli inizi del XIII secolo vi fu aggiunto il campanile. In stile romanico pisano presenta all'esterno archetti decorativi su mensole decorate da teste umane e di animali. L'interno è a navata unica, ma inizialmente presentava due navate.

### Architetture scomparse
L'estrazione di pietra dalle cave capronesi ha progressivamente trasformato il paesaggio della cittadina. Quando lo sperone roccioso era ancora sostanzialmente integro era possibile scorgere intorno alla torretta i resti del forte medievale. Fino agli anni cinquanta, inoltre, a qualche centinaio di metri a ovest dei suddetti ruderi erano visibili le mura di un palazzo la cui costruzione, voluta da Cosimo I, non venne mai portata a termine: l'edificio era popolarmente noto col nome di "Palazzaccio".
Dal 1887 al 1953 Caprona era servita dalla tranvia a vapore che, percorrendo l'asse della via Fiorentina, collegava Pisa con Pontedera e, attraverso una diramazione in sede propria che si distaccava in località Navacchio, con Calci. Superato l'Arno con un tratto in sede stradale sul ponte di Zambra, la linea aveva a Caprona una vera e propria stazione dotata di un fascio di tre binari di cui uno a servizio del raccordo di 2 km che collegava tale località con la cava di pietra sita in località Uliveto. Quest'ultimo fu dismesso e smantellato nel 1941.

## Caprona nella letteratura
Oltre alla suddetta citazione nella Divina Commedia dantesca, la cittadina è il luogo di ambientazione de "I maghi di Caprona", romanzo di Diana Wynne Jones appartenente al ciclo dei "Chrestomanci". La "Caprona", dove avviene l'ambientazione del poemetto "Italy" di Giovanni Pascoli, è invece una località del Comune di Castelvecchio Pascoli, dove il poeta abitava ed attualmente adibita a Casa Museo Pascoli.